# Lijst van rijksmonumenten in Leidschendam
De plaats Leidschendam telt 45 inschrijvingen in het rijksmonumentenregister. De voormalige gemeentes Veur en Stompwijk (incl. Wilsveen) zijn in het Rijksmonumentenregister niet als aparte plaatsen opgenomen maar vallen onder Leidschendam. Hieronder een overzicht.
| Object | Oorspronkelijke functie?  | Bouwjaar                      | Architect             | Locatie                    | Coördinaten?                 | Nr.?   | Afbeelding                                                                    |
| --- | ------------------------- | ----------------------------- | --------------------- | -------------------------- | ---------------------------- | ------ | ----------------------------------------------------------------------------- |
| Dorpskerk Stompwijk | Kerk en kerkonderdeel     | 1652/1654                     |                       | Delftsekade 7              | 52° 4' 46" NB, 4° 23' 51" OL | 25706  | Meer afbeeldingen                                                             |
| Pand met lijstgevel Stompwijk                                                                                           | Woonhuis                  | begin 19e eeuw                |                       | Delftsekade 10             | 52° 4' 46" NB, 4° 23' 50" OL | 25707  | Meer afbeeldingen                                                             |
| Pand met lijstgevel Stompwijk                                                                                           | Woonhuis                  | 18e eeuw                      |                       | Delftsekade 12             | 52° 4' 46" NB, 4° 23' 49" OL | 25708  | Meer afbeeldingen                                                             |
| Huis dat vroeger een topgevel moet hebben gehad Stompwijk                                                               | Woonhuis                  | wellicht nog 17e eeuw         |                       | Delftsekade 13             | 52° 4' 47" NB, 4° 23' 49" OL | 25709  | Huis dat vroeger een topgevel moet hebben gehadStompwijk                      |
| "'t Regthuis" Stompwijk                                                                                                 | Woonhuis                  | 18e eeuw                      |                       | Delftsekade 14             | 52° 4' 46" NB, 4° 23' 49" OL | 25710  | Meer afbeeldingen                                                             |
| "'t Waeghuis" Stompwijk                                                                                                 | Woonhuis                  | 17e-18e eeuw                  |                       | Delftsekade 16             | 52° 4' 46" NB, 4° 23' 48" OL | 25711  | Meer afbeeldingen                                                             |
| Boerderij "Westbosch" Veur                                                                                              | Boerderij                 | 17e eeuw                      |                       | Koningin Julianaweg 116    | 52° 5' 10" NB, 4° 23' 52" OL | 25712  | Meer afbeeldingen                                                             |
| Natuurstenen grenspaal Veur                                                                                             | Grensafbakening           | 1770                          |                       | Voorburgseweg bij 1        | 52° 5' 1" NB, 4° 23' 37" OL  | 25713  | Natuurstenen grenspaalVeur                                                    |
| Boerderij, dwarstype met topgevel, opkamer, rietgedekt Veur                                                             | Boerderij                 | 17e eeuw                      |                       | Noortheylaan 1             | 52° 6' 13" NB, 4° 24' 59" OL | 25714  | Meer afbeeldingen                                                             |
| Boerderij met dwars woonhuis, dat rechts een onderkelderde opkamer heeft Stompwijk                                      | Boerderij                 | 17e eeuw                      |                       | Oosteinde 21               | 52° 5' 54" NB, 4° 28' 37" OL | 25715  | Meer afbeeldingen                                                             |
| Pand met lijstgevel Stompwijk                                                                                           | Woonhuis                  | 18e eeuw                      |                       | Sluisplein 13              | 52° 4' 47" NB, 4° 23' 53" OL | 25717  | Pand met lijstgevelStompwijk                                                  |
| Pand met verdieping en zadeldak Stompwijk                                                                               | Woonhuis                  | begin 19e eeuw                |                       | Sluisplein 14              | 52° 4' 47" NB, 4° 23' 53" OL | 25718  | Meer afbeeldingen                                                             |
| Pand met verdieping onder dwarsgeplaatst schilddak met aanbouw aan achterzijde onder schilddak Veur                     | Woonhuis                  | 18e eeuw                      |                       | Sluiskant 23               | 52° 4' 50" NB, 4° 23' 53" OL | 25719  | Meer afbeeldingen                                                             |
| Pand met verdieping onder dwarsgeplaatst schilddak met aanbouw aan achterzijde onder schilddak Veur                     | Woonhuis                  | 18e eeuw                      |                       | Sluiskant 24               | 52° 4' 50" NB, 4° 23' 54" OL | 25720  | Meer afbeeldingen                                                             |
| Pand met lijstgevel Veur                                                                                                | Woonhuis                  | 18e eeuw                      |                       | Sluiskant 25               | 52° 4' 50" NB, 4° 23' 54" OL | 25721  | Meer afbeeldingen                                                             |
| Pand met lijstgevel met gesneden consoles Stompwijk                                                                     | Woonhuis                  | 18e eeuw                      |                       | Sluisplein 1               | 52° 4' 48" NB, 4° 23' 55" OL | 25722  | Meer afbeeldingen                                                             |
| Boerderij. Gepleisterd dwarshuis met riet gedekt, geschoren linden voor het huis Stompwijk                              | Boerderij                 | 17e/18e eeuw                  |                       | Stompwijkseweg 13          | 52° 4' 51" NB, 4° 25' 4" OL  | 25723  | Meer afbeeldingen                                                             |
| Achtkante watermolen van het Zuid-Hollandse type met scheprad (Bovenmolen Nieuwe Driemanspolder) Stompwijk (Wilsveen)   | Industrie- en poldermolen | 1672                          |                       | Stompwijkseweg 24          | 52° 4' 46" NB, 4° 25' 10" OL | 25724  | Meer afbeeldingen                                                             |
| Achtkante watermolen van het Zuid-Hollandse type, met scheprad (Middenmolen Nieuwe Driemanspolder) Stompwijk (Wilsveen) | Industrie- en poldermolen | 1672                          |                       | Stompwijkseweg 26          | 52° 4' 42" NB, 4° 25' 14" OL | 25725  | Meer afbeeldingen                                                             |
| Achtkante watermolen van het Zuid-Hollandse type, met pomp (Ondermolen Nieuwe Driemanspolder) Stompwijk (Wilsveen)      | Industrie- en poldermolen | 1903                          |                       | Stompwijkseweg 28          | 52° 4' 38" NB, 4° 25' 19" OL | 25726  | Meer afbeeldingen                                                             |
| "Hammestein". Lage gepleisterde hofstede, rechte kroonlijst Stompwijk                                                   | Boerderij                 | 18e eeuw                      |                       | Veursestraatweg 207        | 52° 6' 16" NB, 4° 25' 7" OL  | 25727  | Meer afbeeldingen                                                             |
| Laag huisje met topgevel en rieten kap. Onlangs gerestaureerd Veur                                                      | Woonhuis                  | 17e eeuw                      |                       | Veursestraatweg 217        | 52° 6' 17" NB, 4° 25' 14" OL | 25728  | Meer afbeeldingen                                                             |
| "Rozenrust" Veur | Kasteel, buitenplaats     | einde 18e eeuw/begin 19e eeuw |                       | Veursestraatweg 104        | 52° 5' 31" NB, 4° 24' 32" OL | 25729  | Meer afbeeldingen                                                             |
| Boerderij, laag met pannen gedekt dak, haaks op elkaar staande vleugels Veur                                            | Boerderij                 | 17e/18e eeuw                  |                       | Veursestraatweg 288        | 52° 5' 58" NB, 4° 25' 7" OL  | 25730  | Boerderij, laag met pannen gedekt dak, haaks op elkaar staande vleugelsVeur   |
| De Salamander Veur | Industrie- en poldermolen | 1792/1989                     |                       | de Wiek 19                 | 52° 4' 59" NB, 4° 24' 7" OL  | 332375 | Meer afbeeldingen                                                             |
| Sluiswachterskantoor Stompwijk                                                                                          | Bedieningsgebouw          | 1885                          |                       | Sluisplein 10              | 52° 4' 48" NB, 4° 23' 53" OL | 510296 | Meer afbeeldingen                                                             |
| Sluiswerken met bijbehorende lantaarnpalen (Sluis Leidschendam) Stompwijk/Veur                                          | Waterkering en -doorlaat  | 1887                          |                       | in Vliet in dorpskern      | 52° 4' 48" NB, 4° 23' 52" OL | 510297 | Sluiswerken met bijbehorende lantaarnpalen (Sluis Leidschendam)Stompwijk/Veur |
| Twee ophaalbruggen van het sluiscomplex Sluis Leidschendam Stompwijk/Veur                                               | Brug                      | 1889                          |                       | Rijnlandsezijde/Leidsezij  | 52° 4' 48" NB, 4° 23' 51" OL | 510298 | Meer afbeeldingen                                                             |
| H.H. Petrus en Pauluskerk Veur                                                                                          | Kerk en kerkonderdeel     | 1879-1880                     | E.J. Margry           | Sluiskant 29               | 52° 4' 51" NB, 4° 23' 56" OL | 510300 | Meer afbeeldingen                                                             |
| Petrus en Paulus: pastorie Veur                                                                                         | Kerkelijke dienstwoning   | 1879-1880                     | E.J. Margry           | Sluiskant 28               | 52° 4' 51" NB, 4° 23' 55" OL | 510301 | Petrus en Paulus: pastorieVeur                                                |
| Voorzorg: hoofdonderdeel Stompwijk (Wilsveen)                                                                           | Boerderij                 | 1899                          |                       | Wilsveen 2                 | 52° 4' 21" NB, 4° 24' 53" OL | 510303 | Voorzorg: hoofdonderdeelStompwijk (Wilsveen)                                  |
| Voorzorg: schuur Stompwijk (Wilsveen)                                                                                   | Boerderij                 | 1899                          |                       | Wilsveen 2                 | 52° 4' 21" NB, 4° 24' 54" OL | 510304 | Meer afbeeldingen                                                             |
| Woonhuis Stompwijk | Woonhuis                  | 1902                          | A. Romeyn             | Delftsekade 30             | 52° 4' 45" NB, 4° 23' 43" OL | 510311 | WoonhuisStompwijk                                                             |
| Kaaspakhuis Stompwijk                                                                                                   | Opslag                    | 1902                          | A. Romeyn             | Delftsekade 31             | 52° 4' 45" NB, 4° 23' 43" OL | 510312 | KaaspakhuisStompwijk                                                          |
| TB-huisje Stompwijk | Gezondheidszorg           | ca. 1910                      |                       | Delftsekade bij 30         | 52° 4' 45" NB, 4° 23' 43" OL | 510313 | TB-huisjeStompwijk                                                            |
| Sint-Laurentiuskerk Stompwijk                                                                                           | Kerk en kerkonderdeel     | 1871-1878                     | E.J. Margry           | Doctor van Noortstraat 86  | 52° 5' 43" NB, 4° 27' 53" OL | 510315 | Meer afbeeldingen                                                             |
| Pastorie Stompwijk | Kerkelijke dienstwoning   | 1871-1873                     | E.J. Margry           | Doctor van Noortstraat 88  | 52° 5' 43" NB, 4° 27' 55" OL | 510316 | PastorieStompwijk                                                             |
| Raadhuis Veur | Bestuursgebouw en onderdl | 1941                          | A.J. Kropholler       | Raadhuisplein 1            | 52° 5' 10" NB, 4° 23' 40" OL | 510318 | RaadhuisVeur                                                                  |
| Twee lantaarnpalen Veur                                                                                                 | Straatmeubilair           | 1940                          | A.J. Kropholler       | Raadhuisplein 1            | 52° 5' 10" NB, 4° 23' 40" OL | 510319 | Meer afbeeldingen                                                             |
| Landhuis "Vliet en Hove" Stompwijk                                                                                      | Woonhuis                  | 1921                          |                       | Westvlietweg 123           | 52° 3' 34" NB, 4° 21' 11" OL | 510320 | Meer afbeeldingen                                                             |
| Nederlands Hervormde begraafplaats Stompwijk (Wilsveen)                                                                 | Begraafplaats en -onderdl | 1820                          |                       | Wilsveen (ongenummerd)     | 52° 4' 25" NB, 4° 25' 20" OL | 510321 | Meer afbeeldingen                                                             |
| Ophaalbrug Stompwijk | Brug                      | 1875-1925                     |                       | Stompwijkseweg bij 13      | 52° 4' 50" NB, 4° 25' 4" OL  | 510322 | OphaalbrugStompwijk                                                           |
| Gemaal Antagonist Stompwijk                                                                                             | Waterkering en -doorlaat  | 1882                          | J.P. Goldberg & Zonen | Stompwijkseweg 11          | 52° 4' 49" NB, 4° 24' 55" OL | 515508 | Meer afbeeldingen                                                             |
| Neherlaboratorium Veur                                                                                                  | Laboratorium              | 1950-1955                     | S. van Embden         | Sint Paulusstraat 4        |                              | 530851 | Meer afbeeldingen                                                             |
| Sint-Joseph Opifexkerk Veur                                                                                             | Kerk en kerkonderdeel     | 1962                          | H.C. van der Leur     | Burgemeester Sweenselaan 5 | 52° 5' 30" NB, 4° 23' 27" OL | 532448 | Meer afbeeldingen                                                             |